# 社会科学高等研究院
社会科学高等研究院（しゃかいかがくこうとうけんきゅういん、仏: École des hautes études en sciences sociales、英: School for Advanced Studies in the Social Sciences、略称: EHESS）は、フランス・パリの社会科学分野の大学教員の養成を目的とする大学院大学であり、特別高等教育機関である。1947年創立。パリ（6区）に大学本部があり、リヨン、マルセイユにキャンパスを持つ。

## 沿革
高等研究実習院創設以来あった社会科学の再編を求める声を受け、アナール学派のリュシアン・フェーヴル、フェルナン・ブローデル、シャルル・モラゼの三人によりロックフェラー財団の援助を得て1947年、高等研究実習院に第6部門（経済・社会科学）が創設された。
初代の部門長はリュシアン・フェーヴル。1956年に部門長となったフェルナン・ブローデルはフォード財団の支援を受け、カルチエ・ラタンに分散していたグループを現在の本部所在地であるラスパイユ大通りに集めた。1972年にはジャック・ル・ゴフが部門長となった。
1975年、第6部門は行政的に高等研究実習院から独立し、高等教育研究機関としての地位を持ち、独自に免状を発行することができる社会科学高等研究院となった。1977年、フランソワ・フュレが院長となる。
2014年12月、パリ日仏高等研究センターが設立された。

## 出身者・教員
（高等研究実習院第6部門時代を含む）

### 出身者
- トマ・ピケティ - 経済学者
- フレデリック・マルテル - 作家
- ベルナール・スティグレール - 哲学者
- ドミニク・ペロー - 建築家
- 青柳悦子 - 仏文学者
- 國分功一郎 - 哲学者
- 先崎彰容 - 倫理学者
- 小坂井敏晶 - 社会心理学者
- 守田貴弘 - 言語学者
- 森千香子 - 社会学者

### 教員
- ジャン・ティロール - 経済学者
- クロード・レヴィ＝ストロース - 社会人類学者
- ジャン＝ピエール・ヴェルナン - 歴史学者、人類学者
- リュシアン・フェーヴル - 歴史学者
- クロード・ルフォール - 哲学者
- モナ・オズーフ - 哲学者
- ピエール・ヴィダル＝ナケ - 歴史学者
- マニュエル・カステル - 社会学者
- コルネリュウス・カストリアディス - 哲学者、経済学者、精神分析学者
- フランソワ・デュベ - 社会学者
- ミラン・クンデラ - 作家
- モーリス・ゴドリエ - 人類学者
- リュシアン・ゴルドマン - 哲学者、社会学者
- ロジェ・シャルチエ - 歴史学者
- ジェラール・ジュネット - 文学者
- ユベール・ダミッシュ - 哲学者
- ジェルメーヌ・ティヨン - 民族学者、歴史学者
- ジャック・デリダ - 哲学者
- フランソワ・デュベ - 社会学者
- アラン・トゥレーヌ - 社会学者
- ツヴェタン・トドロフ - 思想家、哲学者、文芸批評家
- ルネ・トム - 数学者
- ピエール・ノラ - 歴史学者
- ジョルジュ・バランディエ - 社会学者、人類学者、民俗学者
- ロラン・バルト - 文学者、記号学者
- マルク・フェロー - 歴史学者
- ピエール・フランカステル - 美術史家、美術批評家
- フェルナン・ブローデル - 歴史学者
- フランソワ・ブルギニョン - 経済学者
- ピエール・ブルデュー - 社会学者
- オギュスタン・ベルク - 地理学者、都市景観学者
- ジャック・ベルタン - 地図学者
- ルイ・マラン - 哲学者、歴史学者、記号学者
- セルジュ・モスコヴィッシ - 社会心理学者
- ジャック・ル・ゴフ - 中世史家
- エマニュエル・ル・ロワ・ラデュリ - 歴史学者
- フィリップ・アリエス - 歴史学者